# Monognathus
Monognathus is een geslacht van de familie van eenkaaksalen (Monognathidae) en kent 15 soorten.

## Taxonomie
Het geslacht kent de volgende soorten:
- Monognathus ahlstromi - Raju, 1974
- Monognathus berteli - Nielsen & Hartel, 1996
- Monognathus bertini - Bertelsen & Nielsen, 1987
- Monognathus boehlkei - Bertelsen & Nielsen, 1987
- Monognathus bruuni - Bertin, 1936
- Monognathus herringi - Bertelsen & Nielsen, 1987
- Monognathus isaacsi - Raju, 1974
- Monognathus jesperseni - Bertin, 1936
- Monognathus jesse - Raju, 1974
- Monognathus nigeli - Bertelsen & Nielsen, 1987
- Monognathus ozawai - Bertelsen & Nielsen, 1987
- Monognathus rajui - Bertelsen & Nielsen, 1987
- Monognathus rosenblatti - Bertelsen & Nielsen, 1987
- Monognathus smithi - Bertelsen & Nielsen, 1987
- Monognathus taningi - Bertin, 1936